# Сузакский район (Туркестанская область)
Сузакский район (каз. Созақ ауданы) — район Туркестанской области Казахстана. Административный центр — село Шолаккорган.

## История
Район — один из самых древних, заселённых человеком, о чём свидетельствуют обнаруженные на его территории наскальные изображения эпохи бронзового века, — так называемые Каратауские петроглифы.
В 1863 году, кокандский регент Алымкул принял энергичные меры для укрепления военной мощи ханства. По его приказу правитель Ташкента Нур-Мухаммед посетил Авлие-Ата, Сузак и Чолак-Курган, чтобы оценить вред, нанесённый их укреплениям русскими и собрать дань с местных казахских родов.
Сузакский район Южно-Казахстанской области образован в 1928 году. Административным центром района первоначально было село Сузак. В 1930 году в Сузаке поднялось восстание, после которого административный центр района был перенесён в село Шолаккорган.

## Население
Национальный состав (на начало 2019 года):
- казахи — 55 990 чел. (91,02 %)
- узбеки — 4574 чел. (7,44 %)
- русские — 747 чел. (1,21 %)
- азербайджанцы — 91 чел. (0,15 %)
- киргизы — 55 чел. (0,09 %)
- татары — 40 чел. (0,07 %)
- другие — 15 чел. (0,02 %)
- Всего — 61 512 чел. (100,00 %)

## Экономика
В районе ведётся добыча огромных запасов урана (Инкай), золота и серебра, а также есть каменный уголь и соль. Ведущими отраслями сельскохозяйственного производства района является производство мяса и молока.

## Административное деление
1. Шолаккорганский сельский округ
2. Жартытобинский сельский округ
3. Жуантобинский сельский округ
4. Каракурский сельский округ
5. Каратауский сельский округ
6. Кумкентский сельский округ
7. Сузакский сельский округ
8. Сызганский сельский округ
9. Тастинский сельский округ
10. Шуский сельский округ

## Главы
1. Есенкабыл Болат Лесбекулы (с 2020)
2. Салыхан Сабырович Полатов (с 05.2017—01.2022)
3. Турысбеков Мухит Сексенбаевич (с 01.2022)

## Уроженцы
- Кулыншак Кемелулы